# Yves Pélicier
Yves Pélicier (né le 12 août 1926 à Alger et mort le 9 décembre 1996) est un psychiatre et professeur de psychiatrie générale et de psychologie clinique à l'université Paris-Descartes.

## Biographie
Yves Pélicier effectue ses études de médecine à Alger, avant d'être rapatrié en France. Il est professeur de psychiatrie à la faculté de médecine de Necker (1975-1991), et il fonde un DEA d'éthique biomédicale au sein de l'université René-Descartes à Paris. Il est l'auteur de nombreux ouvrages, notamment un « Que sais-je ? » sur la drogue, en 1972, avec Guy Thuillier.

## Publications
- Yves Pelicier, Guide psychiatrique pour le praticien, Paris, Éditions Masson et Cie, 1968, 189 p. (BNF 33131480) (3 rééd.)
- Yves Pélicier et Guy Thuillier, La drogue, Paris, Presses Universitaires de France, coll. « Que sais-je? », 1972, 127 p.  (ISBN 978-2130448433) (7 rééd.)
- Yves Pélicier, Psychiatrie, Paris, Presses Universitaires de France, 1976, 152 p. (BNF 34698467)
- Yves Pelicier (dir.), Noël Schumann (dir.), Univers de la psychologie, Paris, Éditions Lidis, 1977 (BNF 34300188)
- Yves Pélicier (dir.) et Noël Schumann (dir.), Les Œuvres et les clés de la vie psychique, Paris, Éditions Lidis, coll. « Univers de la psychologie » (no 4), 1978 (ISBN 978-2-85032-008-8, OCLC 461708089)
- Yves Pélicier (éditeur), La Folie, le temps, la folie, Paris, Union générale d'éditions, coll. « Que sais-je? » (no 1305), 1979, 441 p. (ISBN 978-2-264-00981-4, OCLC 465362983)
- Yves Pélicier et Guy Thuillier, Édouard Séguin 1812-1880, "l'instituteur des idiots", Paris, Économica, coll. « Sciences humaines », 1980, 183 p. (ISBN 978-2-7178-0314-3, OCLC 803406060)
- Yves Pélicier et Guy Thuillier, Le citoyen et sa sante : une aide a la reflexion, Paris, Economica, coll. « Santé », 1980, 140 p. (ISBN 978-2-7178-0250-4, OCLC 300373562)
- Yves Pélicier (dir.), Insomnuits : les insomnies et les insomniaques, Paris, Economica, 1980, 200 p. (ISBN 978-2-7178-0299-3, OCLC 299355446)
- Hubertus Tellenbach et Yves Pelicier, La réalité, le comique et l'humour, Paris, Éditions Economica, coll. « Sciences humaines », 1981, 131 p. (ISBN 978-2-7178-0448-5, OCLC 10301374)
- Yves Pelicier (dir.), La serrure et le songe : l'activité mentale du sommeil, Paris, Éditions Economica, coll. « Medica », 1983, 250 p. (ISBN 978-2-7178-0653-3, OCLC 11650417)
- Yves Pélicier (dir.), Espace et psychopathologie, Paris, Economica, coll. « Médica », 1983, 157 p. (ISBN 978-2-7178-0700-4, OCLC 417769492)
- Yves Pélicier, Suivre et traiter en psychiatrie, Paris, J.B. Baillière, coll. « Guide de thérapeutique pratique », 1983, 188 p. (ISBN 978-2-7008-0169-9, OCLC 420620979)
- Yves Pélicier, Angoisse, peur et catastrophe, Paris, R. Dacosta, coll. « Angoisse et tranquillité » (no 1), 1985, 127 p. (ISBN 978-2-85128-055-8, OCLC 461672464)
- Yves Pélicier (dir.), Somnambules et parasomniaques, Paris, Economica, coll. « Médica », 1985, 199 p. (ISBN 978-2-7178-0963-3, OCLC 16473930)
- Yves Pélicier et Hubertus Tellenbach, Les Écoles de Vienne, Paris, Economica, coll. « Histoire », 1988, 294 p. (ISBN 978-2-7178-1537-5, OCLC 417035121)
- Yves Pélicier, Les chemins de la psychiatrie : entretiens avec Georges Hahn, Toulouse, Érès, 1988, 218 p. (ISBN 978-2-86586-052-4, OCLC 299412524)
- Yves Pélicier, Les ivresses : sens et non sens, Le Bouscat, Ed. l'Esprit du temps, coll. « Psychologie », 1993, 314 p. (ISBN 978-2-908206-31-9, OCLC 416122859).
- Yves Pélicier, Psychologie, cancers et sociéte, Le Bouscat, France, Esprit du temps, coll. « Psychologie », 1995, 249 p. (ISBN 978-2-908206-33-3, OCLC 32681361).
- Yves Pelicier, Les objets de la psychiatrie, Le Bouscat, France, L'Esprit du Temps, coll. « Esprit du Temps », 1er novembre 1998, 650 p. (ISBN 978-2-908206-83-8).
- Yves Pélicier, Présence de Frankl : colloque autour de l'œuvre de Viktor Frankl : "Des raisons pour vivre" 11 décembre 1992, Genève Suisse, Ed. du Tricorne, 1996, 126 p. (ISBN 978-2-8293-0137-7, OCLC 36713716).
- Yves Pélicier, Histoire de la psychiatrie, Paris, Presses Universitaires de France, coll. « Que sais-je? » (no 1428), 1971, 128 p.

## Classification des psychotropes établie par Pelicier et Thuillier (1991)
Avec Jean Thuillier, ils reprennent la classification des psychotropes établie par Jean Delay et Pierre Deniker en 1957, qui distingue les substances psychotropes en fonction de leur activité sur le système nerveux central (SNC), et ils la modernisent.

## Récompenses et distinctions
- Il était notamment président de la Société européenne de psychiatrie sociale et président d'honneur de la Société française de psycho-oncologie.